# Преутешть (Нямц)
Преутешть, Преутешті (рум. Preutești) — село у повіті Нямц в Румунії. Входить до складу комуни Тімішешть.
Село розташоване на відстані 315 км на північ від Бухареста, 38 км на північ від П'ятра-Нямца, 81 км на захід від Ясс.

## Населення
За даними перепису населення 2002 року у селі проживали 596 осіб, усі — румуни. Усі жителі села рідною мовою назвали румунську.